# هیرشتور هرمنسون
هیرشتور هرمنسون (ایسلندی: Hjörtur Hermannsson؛ زادهٔ ۸ فوریهٔ ۱۹۹۵) بازیکن فوتبال اهل ایسلند است.

## باشگاهی
از باشگاه‌هایی که در آن بازی کرده‌است می‌توان به فیلکیر، پی‌اس‌وی، گوتبورگ و بروندبی اشاره کرد.

## تیم ملی
وی همچنین در تیم ملی فوتبال ایسلند بازی کرده‌است.